# دارکو لازوویچ
دارکو لازوویچ (سیریلیک صربی: Дарко Лазовић؛ زادهٔ ۱۵ سپتامبر ۱۹۹۰) بازیکن فوتبال اهل صربستان است.

## باشگاهی
از باشگاه‌هایی که در آن بازی کرده‌است می‌توان به جنوا و ستاره سرخ بلگراد اشاره کرد.

## تیم ملی
وی همچنین در تیم ملی فوتبال صربستان بازی کرده است.